# Bioče
Bioče este un sat din municipiul Podgorica, Muntenegru. Conform datelor de la recensământul din 2003, localitatea are 179 de locuitori (la recensământul din 1991 erau 162 de locuitori).

## Demografie
În satul Bioče locuiesc 132 de persoane adulte, iar vârsta medie a populației este de 36,1 de ani (37,0 la bărbați și 35,3 la femei). În localitate sunt 49 de gospodării, iar numărul mediu de membri în gospodărie este de 3,65.
Populația localității este foarte eterogenă.
|  |

| Demografie | Demografie | Demografie |
| An         | Locuitori  | Locuitori  |
| ---------- | ---------- | ---------- |
|            |            |            |
|            |            |            |
|            |            |            |
|            |            |            |
| 1948       | 217        |            |
| 1953       | 213        |            |
| 1961       | 204        |            |
| 1971       | 245        |            |
| 1981       | 255        |            |
| 1991       | 162        | 158        |
| 2003       | 192        | 179        |

| \| Componența etnică conform recensământului din 2003[2] \| Componența etnică conform recensământului din 2003[2] \| Componența etnică conform recensământului din 2003[2] \| Componența etnică conform recensământului din 2003[2] \| Componența etnică conform recensământului din 2003[2] \| \| ----------------------------------------------------- \| ----------------------------------------------------- \| ----------------------------------------------------- \| ----------------------------------------------------- \| ----------------------------------------------------- \| \| \| \| \| \| \| \| Sârbi \| Sârbi \| \| 112 \| 62,56% \| \| Muntenegreni \| Muntenegreni \| \| 40 \| 22,34% \| \| necunoscută \| necunoscută \| \| 1 \| 0,55% \| |              |  |     |        |
| Componența etnică conform recensământului din 2003 |              |  |     |        |
| |              |  |     |        |
| Sârbi | Sârbi        |  | 112 | 62,56% |
| Muntenegreni | Muntenegreni |  | 40  | 22,34% |
| necunoscută | necunoscută  |  | 1   | 0,55%  |